# Denton Lotz
Denton Lotz (ur. 18 stycznia 1939 w Flushing, zm. 23 kwietnia 2019 w Forestdale w stanie Massachusetts) – amerykański pastor baptystyczny, w latach 1988–2007 sekretarz generalny Światowego Aliansu Baptystycznego.

## Życiorys
Miał trzech braci. Po studiach na University of North Carolina, wstąpił do korpusu piechoty morskiej w której służył w latach 1961–1963. Po odbyciu służby wojskowej studiował teologię na Harvard Divinity School. Studia ukończył w 1966 i w tym samym roku został ordynowany w Binkley Memorial Baptist Church w Chapel Hill w Karolinie Północnej. W 1970 poślubił Janice Robinson i przez kolejnych dziesięć lat podróżował wraz z żoną jako misjonarz, a także był wykładowcą zagadnień misji i homiletyki w Baptystycznym Seminarium Teologicznym w Rüschlikon w Szwajcarii (założył tam Letni Instytut Wychowania Teologicznego, kształcący pastorów i liderów z Europy Wschodniej). W latach 1988–2007 piastował funkcję sekretarza generalnego Światowego Aliansu Baptystycznego, biorąc między innymi aktywny udział w organizacji czterech Światowych Kongresów Baptystycznych, a także 20 rad ogólnych i 16 spotkań corocznych. Był też starszym pastorem w kościele baptystów Tremont Temple w Bostonie.